# Lanchy
Lanchy település Franciaországban, Aisne megyében. Lakosainak száma 38 fő (2022. január 1.). Lanchy Beauvois-en-Vermandois, Monchy-Lagache, Quivières, Tertry és Ugny-l’Équipée községekkel határos.

## Népesség
A település népességének változása:
| Lakosok száma | 68   | 53   | 54   | 57   | 47   | 40   | 37   | 37   | 37   | 38   |
|               | 1968 | 1982 | 1990 | 2006 | 2013 | 2015 | 2017 | 2019 | 2020 | 2022 |